# Аллемерш, Артур
Артур Франс Аллемерш (нидерл. Arthur Frans Allemeersch; род. 27 июля 2001, Бертем, Фламандский регион) — бельгийский футболист, нападающий клуба ТОП Осс.

## Клубная карьера
Аллемерш — воспитанник клуба «Ауд-Хеверле Лёвен». 31 августа 2019 года в матче против «Локерена» он дебютировал за основной состав в Челленджер Про Лига. По итогам сезона игрок помог клубу выйти в элиту. 18 октября 2020 года в матче против «Андерлехта» Артур забил свой первый гол за «Ауд-Хеверле Лёвен». Летом 2022 года Аллемерш перешёл в нидерландский ТОП Осс. 12 августа в матче против «Алмере Сити» он дебютировал в Эрстедивизи. 6 октября 2023 года в поединке против «АДО Ден Хааг» Артур забил свой первый гол за ТОП Осс.